# Карпов, Леонид Анатольевич
Леони́д Анато́льевич Ка́рпов (26 января 1907 года — 24 июля 1989 года) — советский деятель железнодорожного транспорта, первый начальник Московской железной дороги Министерства путей сообщения СССР (1959—1978) Герой Социалистического Труда (1966), дважды Почётный железнодорожник СССР.
В 1967—1979 годах трижды избирался депутатом Верховного Совета СССР.

## Биография
Родился в Томске в многодетной семье врача, работавшего в Томской губернии с 1901 года до своей смерти в 1941 году. Имел двух братьев и двух сестёр. В 1917 году 10-летний Леонид остался без матери.
В 1924 году окончил девятиклассную среднюю школу, в 1926 году — Томский железнодорожный эксплуатационный техникум Народного комиссариата путей сообщения СССР по специальности техника I разряда эксплуатационной службы.
С 1926 года по 1929 год работал дежурным по станциям Бачаты, Белово, затем диспетчером Топкинского отделения.
В РККА с 1929 года, службу проходил в 9-м железнодорожном полку Забайкальского военного округа.
В 1931 году, отслужив срочную, был уволен в запас, работал на Томской железной дороге, старшим диспетчером на станции Топки. С мая 1932 года — заместитель начальника отдела эксплуатации Топкинского отделения. Это отделение играло важную роль на Транссибе, когда создавалась новая угольно-металлургическая база в Кузбассе. 22 августа 1934 года Карпов назначен начальником отдела движения, в 1936 году — заместителем начальника станции Болотная, в 1937 году — начальником станции Тайга. В предвоенные годы был награждён медалью «За трудовое отличие».
Осенью 1939 года стал начальником службы движения Южно-Уральской железной дороги. После начала Великой Отечественной войны, 15 августа 1941 года, назначен заместителем начальника этой железной дороги. В марте 1942 года назначен по совместительству начальником службы движения. В августе 1942 года награждён орденом Трудового Красного Знамени. В ноябре 1942 года, в разгар Сталинградской битвы, назначен начальником службы движения на фронтовой Московско-Донбасской железной дороге, вскоре стал заместителем начальника этой дороги.
В 1943 году Карпову удалось организовать переброску войск и вооружений после Сталинградской битвы на Курскую дугу. В мае 1943 года вновь назначен заместителем начальника Южно-Уральской железной дороги. В октябре 1943 года Карпову присвоено звание генерал-директора движения III ранга. С апреля 1944 года назначен заместителем начальника Свердловской дороги, а вскоре переведён начальником службы движения на Московско-Донбасскую дорогу. 12 сентября 1945 года стал заместителем начальника дороги. Принимал участие в восстановлении подмосковного угольного бассейна, на угле которого работали паровозы центрального региона.
В сентябре 1948 года возглавил Московско-Донбасскую железную дорогу, уже в первом квартале 1949 года дорога перевыполнила план по погрзке и по обороту вагона. В сентябре 1952 года стал начальником Главного грузового управления и введён в состав членов коллегии Министерства путей сообщения СССР, а через год решением Совета Министров СССР назначен заместителем министра путей сообщения.
В 1959 году для улучшения организации обслуживания железнодорожного транспорта Московско-Рязанская, Московско-Окружная и Московско-Курско-Донбасская железные дороги были объединены в Московскую железную дорогу (МЖД). Коллектив дороги насчитывал тогда 350 тысяч человек. Организовать и возглавить дорогу было поручено Карпову.
Под руководством Карпова МЖД стала одной из ведущих железнодорожных магистралей СССР. За образцовое выполнение заданий и высокие производственные показатели 29 июня 1966 года коллектив Московской железной дороги был награждён орденом Ленина.
Указом Президиума Верховного Совета СССР от 4 августа 1966 года за выдающиеся производственные достижения, развитие и техническую реконструкцию железных дорог и проявленную при этом трудовую доблесть Л. А. Карпову было присвоено звание Героя Социалистического Труда.
В период с 1967 года по 1979 год Карпов три раза избирался депутатом Верховного Совета СССР.
В декабре 1978 года вышел на персональную пенсию союзного значения. Увлекался голубеводством, посещал матчи московской футбольной команды «Локомотив». Жил в Москве в доме № 5/7 по Большому Харитоньевскому переулку (кв. № 48).
Долго болел, умер 24 июля 1989 года. Похоронен на Кузьминском кладбище в Москве, рядом с женой Евгенией Фёдоровной (1907—1991).

## Стиль
Получив воспитание в семье врача, Леонид Карпов отличался высокой культурой общения, обладал отчётливой мужской харизмой, нравился женщинам, беседовал с людьми обычно в мягкой, интеллигентной манере. Даже в приватных и телефонных разговорах избегал резкой ненормативной лексики, характерной для одного из его преемников на посту начальника Московской железной дороги В. И. Старостенко. На еженедельных оперативных совещаниях в Управлении Московской магистрали Карпов обычно уступал председательское место во главе стола своему первому заместителю Д. А. Жукову, а сам вместе с коллегами сидел сбоку стола, по правую руку от председательствующего. Нередко во время докладов почитывал газету «Правда» и ведомственные издания «Гудок» и «Московский железнодорожник», однако при этом продолжал внимательно слушать выступающих, иногда задавая вопросы и высказывая точные короткие замечания. Отчётный селектор Карпов проводил не чаще 1 раза в месяц.

## Увлечения
Леонид Карпов с детства и до последних лет жизни увлекался голубеводством, разводил редкие и ценные породы голубей. Неплохо играл в шахматы: был чемпионом техникума, играл на первой доске в чемпионате томских вузов, давал железнодорожникам сеансы одновременной игры в шахматы на 12 досках. В 1972 году, накануне исторического матча за мировую шахматную корону в Рейкьявике между Борисом Спасским (членом ДСО «Локомотив») и Робертом Фишером начальник МЖД принял в своём кабинете на Краснопрудной улице советскую делегацию, выписал Спасскому и его тренерам премию по 150 рублей. «Встреча была очень тёплая, душевная. Меня поразило, что собеседник не только напутствовал нас добрыми словами, но и прекрасно разбирался в предмете обсуждения», вспоминал впоследствии о приёме шахматистов начальником железной дороги тренер Спасского, международный гроссмейстер Николай Крогиус. Из деликатности и скромности Карпов ни словом не обмолвился, что в молодости сам участвовал в шахматных соревнованиях.

## Награды и звания
- Медаль «Серп и Молот»
- Три Ордена Ленина
- Орден Октябрьской Революции
- Четыре Ордена Трудового Красного Знамени
- Орден Красной Звезды
- Дважды Почётный железнодорожник
- Девять медалей и другие награды

## Память
- С 1999 года по 31 мая 2014 года с Курского вокзала Московской железной дороги курсировал экспресс ЭД4МК-0024 «Москва — Орёл» (№ 825/826), носящий имя «Леонид Карпов»[8].
- 26 января 2007 года состоялось открытие памятной доски, посвящённой 100-летию со дня рождения Карпова[9].